# Anglofilia
La anglofilia (del latín Anglus, "inglés", y del griego antiguo φίλος - philos, "amigo") es una admiración por el pueblo inglés o su cultura. Es el antónimo de anglofobia.
El término se usa en todo el mundo (en América se usa especialmente para habitantes de Nueva Inglaterra, Nueva York y de la Costa Este de los Estados Unidos en general) para referirse a las personas que siguen modelos ingleses para sus negocios, sus prácticas sociales o políticas o que simplemente las admiran. En algunos casos, la anglofilia representa una preferencia individual por la cultura inglesa que por la propia: el sentimiento de que esa cultura es superior. También es aplicable a los amantes de la historia de Inglaterra.
Dentro de la anglofilia, existe una corriente que solo se siente atraída por la cultura inglesa "tradicional" (las obras de Shakespeare, Jane Austen, Samuel Johnson y otros). Por otro lado, hay quienes defienden la música pop y rock inglesa, la parte "moderna". Sin embargo, están los que admiran la cultura contemporánea, que gira en torno a ambas ramas, y que posiblemente sea el sector mayoritario. Más allá de la cultura están quienes admiran las grandes aportaciones británicas a la humanidad por sus inventos y descubrimientos, así como por sus revolucionarias teorías y escuelas de pensamiento (teológico, científico, etc.).
En España durante la Primera Guerra Mundial, se organizaron corrientes de opinión germanófilas y aliadófilas, y dentro de esta última francófila y anglófila.